# 靖伯
靖伯（すいはく、生没年不詳）は、中国の西周時代の諸侯国の衛の第6代君主。名は不明。寁伯の子で、貞伯の父。在位期間は西周の中期である。子孫に公孫碏という衛の賢臣がいて、石姓の起源の一つとなった。